# Ua Huka
Ua Huka (en marquesà del sud ’uahuka) és una illa de les Marqueses, a la Polinèsia Francesa. Està situada al grup nord de l'arxipèlag, a 42 km a l'est de Nuku Hiva. També és un municipi de la Polinèsia Francesa, que inclou tots els seus illots litorals: Hemeni, Teuaua, Motu Papa, Motu Hane, al sud; Motu Tapu, Komautuee, Tekohai, Epiti, Motu Tina, al nord. La seu administrativa està a Hane, comprèn els pobles de Vaipaee i Hokatu. El 2017 tenia 678 habitants.

## Geografia
L'illa té una forma de mitja lluna obert cap al sud, amb una superfície total de 83,4 km². Amb un relleu menys elevat que les illes veïnes, l'altitud màxima és de 855 m al mont Hitikau. Moltes zones són àrides i quasi desertes, en ser desforestades pels ramats de cabres i cavalls. Hi hauria uns tres mil caps de bestiar.
L'Arboretum de Pupuakeiha consta de disset hectàrees on s'han plantat més de tres-centes espècies d'arbres. Permet constatar l'adaptació al sol marquesà i seleccionar les varietats per a la repoblació forestal.
A l'oest es troba la misteriosa «gruta de les passes». Es tracta d'una gruta accessible només per mar on hi ha unes petjades.

## Economia
Els habitants viuen principalment en autarquia agrícola. S'exporta una mica de copra i productes d'artisania local als escassos turistes. L'interés turístic rau en els nombrosos jaciments arqueològics, en la col·lecció de vestigis als sis museus, i en la conservació de la flora a l'únic jardí botànic polinesi. La infraestructura turística és modesta. Des de 1972 hi ha un petit aeroport que accul gairebé sis cents vols per any (± 3300 passatgers).

## Història
Les primeres traces d'assentaments humans trobades daten del segle iii. Hi ha tiquis gravats al tuf vermell de la vall d'Hane. Entre els vestigis arqueològics destaquen uns antics petròglifs.
L'ocupació occidental data de la darreria del segle xviii. El capità nord-americà Joseph Ingraham, hi va arribar el 1791 i l'anomenà Washington Island, nom que també va donar a tot el grup nord en honor del president d'aleshores George Washington. Altres noms utilitzats són Riou i Solide i en documents més antics Huauka.